# ベンソン・ホテル
ベンソン・ホテル（Benson Hotel）は、アメリカ合衆国オレゴン州ポートランドにある歴史的に重要なホテル。
現在、コースト・ホテルズ・アンド・リゾーツ（Coast Hotels & Resorts）が運営している。「ザ・ベンソン」の名で知られ、ポートランドにおける最高級のホテルとして名高く存続している。ホテルの名称は、実業家で慈善家のサイモン・ベンソンの名による。

## 歴史
サイモン・ベンソンはポートランドの街に、世界に誇るホテルを建設することを望んでいた。1905年のルイス・クラーク100周年博覧会の開催から世界恐慌の到来までに起こった人口増加の時期に、ベンソンのホテル建設の夢は実現を迎えた。
フランス第二帝政様式のメイン・ビルディングは、アルバート・アーネスト・ドイル、ウィリアム・B・パターソンらの建築会社がシカゴのブラックストーン・ホテルから着想を得て設計し、1912年に開業した。当初この建物はオレゴン・ホテルの別館として建てられたため、ニュー・オレゴン・ホテルの名で知られた。
1959年、隣接の旧オレゴン・ホテルが解体したことから立場が逆転し、同ホテルはベンソン・ホテルの別館となった。
1986年、アメリカ合衆国国家歴史登録財に登録された。
現在までに、ルチアーノ・パヴァロッティ、ヨルダンのノール女王、デヴィッド・ボウイ、ジェームズ・ブラウンを始めとする多くの著名人がベンソン・ホテルに宿泊している。2005年11月、ポール・マッカートニーがアメリカ・ツアーでポートランドに滞在した際に宿泊した。また、ハリー・トルーマン以降、ジョージ・ウォーカー・ブッシュを除いた全アメリカ合衆国大統領が宿泊している。リチャード・ミルハウス・ニクソンはベンソン・ホテルに滞在中、チェッカーズ・スピーチを作成した。